# 新华镇 (宣汉县)
新华镇，是中华人民共和国四川省达州市宣汉县下辖的一个乡镇级行政单位。

## 行政区划
新华镇下辖以下地区：
玉带社区、盐店村、花果村、石嘴村、金坪村、桐园村、华尖村、泥溪村、河坝村、大洞村和马田村。